# Sette giorni all'altro mondo
Sette giorni all'altro mondo è un film del 1936 diretto da Mario Mattòli.

## Trama
Il facoltoso industriale Armando Sormani annuncia ai suoi familiari di dover partire per Oslo per un viaggio d'affari, ma giunto alla stazione invece di prendere il treno per la capitale norvegese ne prende un altro diretto in Abruzzo, dove abita una sua vecchia fiamma con la quale ha intenzione di riallacciare i rapporti.
Purtroppo per lui la ragazza è ora sposata con un dottore e la fattoria abruzzese in cui viveva è stata trasformata in una casa di cura. Sormani, al fine di non destar sospetti nel marito della signora, è costretto a farsi ricoverare e a mettersi in cura per malanni inesistenti.
Quando finalmente può tornare a casa trova che tutti lo credono morto, poiché durante la sua assenza era avvenuto un disastro ferroviario in Norvegia. Superato l'iniziale sgomento, in seguito si rende conto che si tratta di uno scherzo architettato dalla moglie per punirlo dalla sua scappatella.
A questo punto egli finge di essere rimasto realmente coinvolto nell'incidente ferroviario, e di esserne scampato per miracolo. Alla fine tutto torna a posto e Sormani ci penserà due volte prima di mettersi nuovamente a correre la cavallina.

## La critica
Filippo Sacchi nel Corriere della Sera del 4 settembre 1936 " Il soggetto è di Aldo De Benedetti, e si può accorgersene anche senza l'aiuto della didascalia; si ritrovano qui i motivi cari alle sue commedie e specie quelli di Non ti conosco più. Si tratta in definitiva di un mosaico di spunti allegri, più o meno credibili e più o meno noti. Comunque è vino frizzante e l'occasione alla risata è frequente; peccato che all'ultimo quel vino si annacqui un poco, nella ricerca affannosa di una soluzione. Attenta, scrupolosa la regia di Mattoli, teatrale tuttavia, come teatrale è la recitazione ".